# هيلموت رنشلر
هيلموت رنشلر (بالإنجليزية: Helmut Renschler)‏ هو جندي أمريكي، ولد في 18 أبريل 1920 في Bitterfeld ‏ في ألمانيا، وتوفي في 5 نوفمبر 1999 في باد هومبورغ في ألمانيا.